# Murakami Megumi
Murakami Megumi (村上 愛 Murakami Megumi, Thôn Thượng Ái), sinh ngày 6 tháng 6 năm 1992, là một thành viên cũ của nhóm nhạc thần tượng Nhật Bản °C-ute. Cô được đánh giá là một trong những thành viên tài năng nhất trong Hello! Project Kids và cũng là nhân tố quan trong đưa °C-ute đến với những thành công đầu tiên. Trong nhóm °C-ute, cô được xếp hát chính cùng với Suzuki Airi và Yajima Maimi, bộ ba này được đánh giá như bộ ba Natsuyaki Miyabi, Sugaya Risako, Tsugunaga Momoko của nhóm Berryz Koubou.

## Sự nghiệp
Megumi tham gia Hello! Project từ 30 tháng 6 năm 2002 sau khi cùng 14 thành viên khác của Hello! Project Kids vượt qua hơn 29.000 bé gái khác trên toàn lãnh thổ Nhật Bản. Thế mạnh của Megumi là giọng hát và khả năng vũ đạo nên cô thường được xếp ở vị trí trung tâm trong đội hình của °C-ute. Cô cũng là thành viên của một vài nhóm nhạc khác trực thuộc Hello! Project như ZYX, Sexy Otonajan.
Ngày 1 tháng 11 năm 2006, Megumi đột ngột rời khỏi nhóm °C-ute mà không có một liveshow chia tay nào như các thành viên khác trong Hello! Project. Lý do cho việc này được Hello! Project đưa ra là để tập trung cho việc học tập và chăm lo cuộc sống riêng!